# 뵈르센

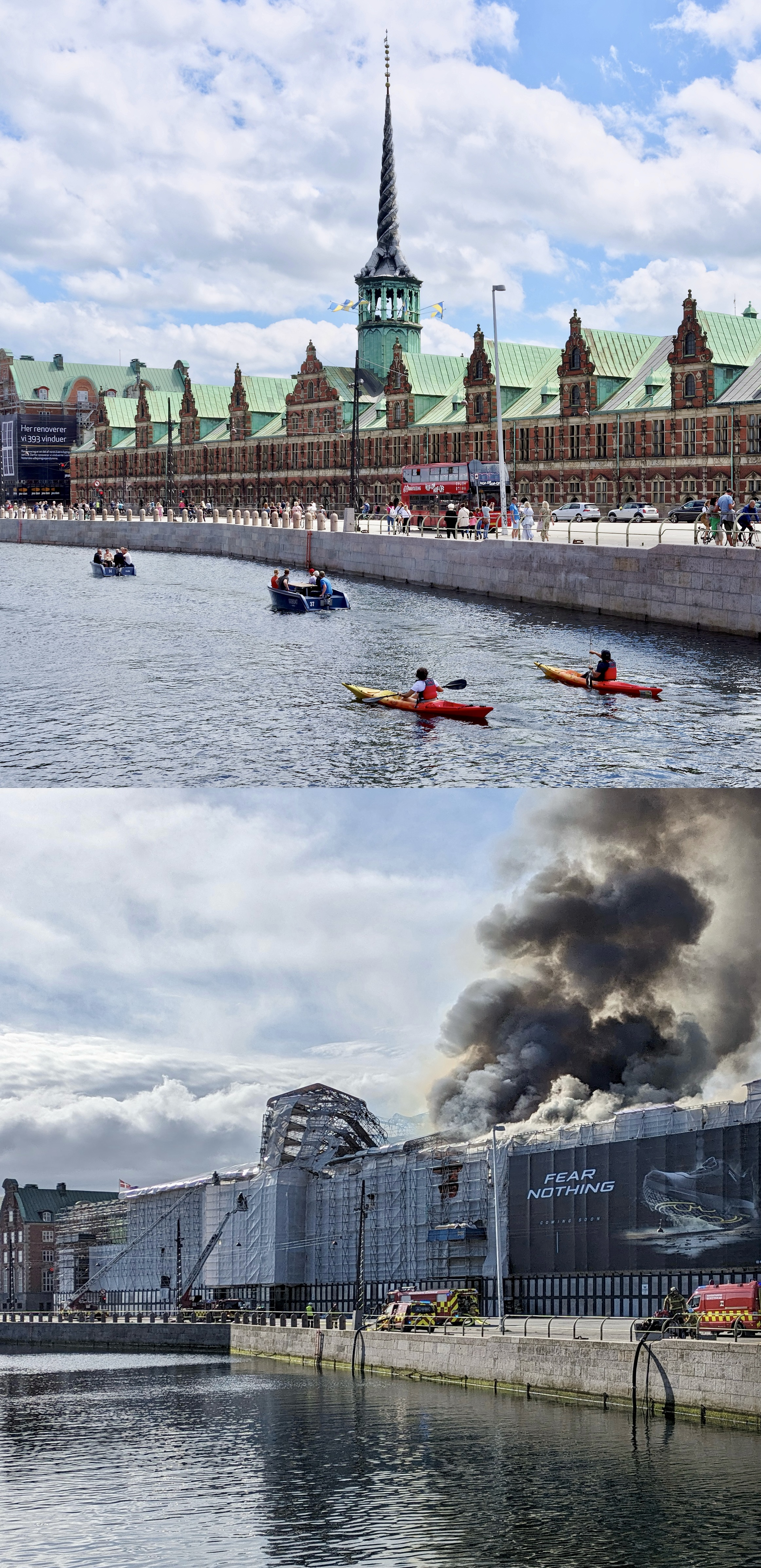
2022년 6월 18일 뵈르센 (상단), 2024년 4월 16일 뵈르센 (하단)

뵈르센(덴마크어: Børsen)은 덴마크 코펜하겐 중심부에 있는 역사적인 증권거래소 건물이다.
1619년에서 1640년까지 크리스티안 4세의 통치 기간에 건축된 이 건물은 덴마크 네덜란드 르네상스 스타일의 대표적인 사례다. 보존 목적으로 보호되는 건물이다.  인기 있는 관광지인 뵈르센은 네 마리 의 용의 꼬리가 서로 얽힌 모양으로 높이가 56m (184피트)에 달하는 독특한 첨탑으로 가장 유명했다. 2024년 4월 16일 화재로 건물이 심하게 손상되어 첨탑이 무너졌다.

## 같이 보기
- 나스닥 코펜하겐